# Sendaiská jaderná elektrárna
Sendaiská jaderná elektrárna (japonsky 伊方発電所) je provozní jadernou elektrárnou v Japonsku, která se nachází na jihozápadě ostrova Kjúšú v prefektuře Kagošima na pobřeží Žlutého moře, poblíž města Sacumasendai. Provozuje dva jaderné reaktory o celkovém hrubém výkonu 1780 MW. Elektrárnu vlastní společnost Kyūshū Electric Power Company. Elektrárna byla v roce 2011 dočasně vyřazena z provozu kvůli zemětřesení v Tóhoku a v roce 2014 opět uvedena do provozu po provedení nutných vylepšení.

## Historie a technické informace

### Počátky
Poté, co OPEC v roce 1973 snížil produkci ropy, vypukla kvůli rostoucím cenám ropy mezinárodní ropná krize. Japonsko mělo poměrně špatnou komunikaci se zeměmi Blízkého východu, a proto téměř žádný kontakt s produkčními státy. Energie z ropy byla v té době nejvíce zastoupeným energetickým zdrojem v energetickém mixu země. Výsledkem bylo, že Japonsko začalo využívat jiné zdroje energie a diverzifikovalo svou výrobu energie. Tento proces trval desetiletí. Výrobce energie Kyūshū Electric Power Company se proto chopil iniciativy a rychle postavil jadernou elektrárnu v prefektuře Kagošima poblíž města Sendai. Již 3. února 1974 společnost uspořádala ve městě slyšení, ve kterém byla hlášena bezpečnost elektrárny. Záměrem bylo postavit jadernou elektrárnu o výkonu 840 MW, která se měla začít stavět již v roce 1975.

### Blok 1 a 2
Již 22. dubna 1974 podepsala společnost Kyūshū Electric Power Company dohodu s Komisí pro atomovou energii Spojených států (AEC) amerických o dodání jaderného paliva. Celková objednávka byla 687 palivových souborů. V roce 1975 již byly plány na elektrárnu o něco konkrétnější. Jisté bylo, že se měl postavit lehkovodní reaktor. V tuto chvíli však ještě nebylo vybráno definitivní místo. Původně byl první blok naplánován tak, aby se začal stavět v říjnu 1975 a zprovoznění proběhlo do října 1980. V roce 1976 požádala společnost Kyūshū Electric Power Company o stavební povolení pro první blok elektrárny a oznámila, že se rozhodli pro společnost Mitsubishi, aby dodala reaktor pro první blok. Obyvatelé z okolí však nebyli jaderné elektrárně úplně nakloněni, a tak byla v roce 1978 připravena žaloba proti výstavbě elektrárny. Stavební povolení bylo schváleno 17. prosince 1977. V roce 1979 byl a elektrárna rozšířena o druhý blok, který začal být plánován a měl se stavět v roce 1980. 
29. června 1979 přijala městská rada města Sendai jednomyslné usnesení o aktivní podpoře výstavby jaderné elektrárny. Kvůli civilnímu odporu uvnitř města Sendai to však vedlo k novým volbám v září téhož roku, ve kterých byla však městská správa potvrzena ve funkci. Došlo ke zpoždění kvůli revizi zákona o jaderné energii v zemi, která byla zahájena v roce 1980, stejně jako důsledkům vyvozeným z problémů v jaderné elektrárně Fukušima-Daini během zemětřesení v roce 1978. Potvrzení stavebního povolení Sendai-2 bylo zdrženo nejméně rok. Navíc došlo k přezkoumání kvůli nehodě na Three Mile Island v roce 1979.

#### Výstavba
První blok oficiálně zahájil výstavbu dne 15. prosince 1979. Jedná se o tlakovodní třímyčkový reaktor od Mitsubishi Heavy Instustries o hrubém výkonu 890 MW a čistém výkonu 846 MW. Již v roce 1980 postupovaly práce překvapivě rychle a bez problémů, takže za první celý rok mohlo být postaveno kolem 20,5 % bloku. Stavba nábřeží začala v březnu 1980. Dne 12. října 1981 se začal stavět i blok 2 identického typu, parametrů a výkonu. Do konce roku první blok dosáhl úrovně dokončení přes 50%. V roce 1983 byla úroveň dokončení prvního bloku 71% a druhého 18%.

#### Uvedení do provozu
Podle plánu z roku 1977 bylo stanoveno, že blok 1 mohl být spuštěn nejdříve v polovině roku 1984. Dne 25. srpna 1983 se stal reaktor jedna poprvé kritickým, později dne 16. září 1983 byl poprvé připojen do rozvodné sítě. Při spouštění bloku byl přísně kontrolován zejména chemický provoz chladicí vody elektrárny. Systém byl v té době nevyzkoušeným novým vývojem, ale ve zkušebním provozu se ukázal jako vhodný. Blok byl uveden do komerčního provozu 4. července 1984. Dne 2. února 1985 byl blok odstaven z provozu k první generální opravě. Vzhledem k tomu, že se jednalo o reaktor, který neměl žádné přímé prekurzory, věnovala inspekce elektrárny velkou pozornost systému chlazení reaktoru, systémům měření a řízení, palivovým systémům, zařízením pro kontrolu radioaktivity, odpadním systémům, instalacím v budově reaktoru a nouzovému napájení. Mimo jiné byly provedeny vizuální kontroly, zkoušky těsnosti a funkčnosti a také zkoušky komponent. Celkově byl stav hodnocen jako velmi dobrý vzhledem k tomu, že po prvním provozním cyklu systému nebyly zjištěny žádné problémy. Dne 17. dubna byly opět uvedeny do provozu první části bloku a 14. května 1985 byl blok opět synchronizován s elektrickou sítí. Dne 18. března 1985 reaktor druhého bloku poprvé dosáhl kritičnosti. Původně se plánovalo, že komerční provoz by se mohl uskutečnit až v roce 1986, ale po připojení bloku k síti dne 5. dubna 1985 byl 28. listopadu 1985 zahájen komerční provoz, takže výstavba předčila harmonogram.

### Zemětřesení a tsunami v Tóhoku 2011
Po zemětřesení v Tóhoku na východním pobřeží Japonska 11. března 2011 a následných haváriích reaktoru ve Fukušimě-Dajiči byl vydán prozatímní příkaz k restartu jaderných elektráren. Dne 10. května 2011 byl první blok odstaven zesítě kvůli pravidelné generální opravě a 1. září 2011 ze stejného důvodu i blok 2. Vzhledem k tomu, že se opětovné uvedení jaderných elektráren do provozu stalo politickým tématem, jedním z prvních pozitivních signálů pro znovuuvedení jaderné elektrárny Sendai do provozu bylo znovuzvolení guvernéra prefektury Kagišima, Yuichiro Ito v červenci 2012, který podporoval znovuspuštění jaderné elektrárny. Dne 8. července 2013 podala společnost Kyūshū Electric Power Company žádost o povolení k opětovnému spuštění obou bloků poté, co provozovatel novému úřadu pro jaderný dozor prokázal, že bloky dokážou odolat extrémním vnějším vlivům, jako jsou přírodní katastrofy. Další společnosti, včetně společnosti Kyūshū Electric Power Company, podaly další žádosti o opětovné spuštění osmi dalších jaderných elektráren. V tomto okamžiku byly připojeny k síti v celém Japonsku pouze dva jaderné reaktory; dva bloky elektrárny Ói 3 a 4 společnosti Kansai Electric Power Company, které byly na základě výjimky uvedeny do provozu po generální opravě. Vzhledem k tomu, že přezkoumání zjistilo, že většina systémů a projektů jaderné elektrárny Sendai splňuje požadavky Úřadu pro jaderný dozor, úřad v březnu 2014 oznámil, že souhlasí se znovuuvedením elektrárny do komerčního provozu. V květnu 2014 byl celý proces restartu zpožděn poté, co Úřad jaderného dozoru uložil nové požadavky na připravenost elektrárny na sopečnou erupci. To znamenalo přípravu na sopečnou erupci s padajícím popelem nad jadernou elektrárnou. Od úřadu však neexistovaly žádné jasné pokyny, jak by měla být tato preventivní opatření provedena, a proto společnost Kyūshū Electric Power Company v dubnu 2014 konzultovala různé vulkanology, aby analyzovali problém, aby mohla zavést další bezpečnostní opatření nad rámec opatření, která měla již byla implementována dříve. Dne 10. září 2014 oznámil Úřad pro jaderný dozor, že schválil změny na zařízeních reaktoru Sendai 1 a 2, čímž se bloky přiblížily ke zprovoznění. Dne 27. října 2014 společnost Kyūshū Electric Power Company předložila konečné dokumenty, což znamená, že Úřad pro jaderný dozor musel učinit konečné rozhodnutí o opětovném spuštění. Dne 27. října 2014 se ve městě Satsumasendai, kde se nachází jaderná elektrárna Sendai, konalo hlasování městské rady o tom, zda by měla být jaderná elektrárna uvedena zpět do provozu. Z 26 městských radních hlasovalo 19 lidí pro restart, zatímco čtyři hlasovali proti a tři se zdrželi, což jaderné elektrárně Sendai také poskytlo místní podporu.
Dne 18. března 2015 schválil Úřad pro jaderný dozor uvedení reaktoru Sendai-1 zpět do provozu. Elektrárna učinila další krok k opětovnému uvedení do provozu dne 22. dubna 2015. Na tiskové konferenci Úřadu jaderného dozoru dne 23. dubna 2015 byl oznámen harmonogram opětovného uvedení do provozu prvního bloku, podle kterého se očekává, že blok bude znovu uveden do provozu v červenci a v srpnu se vrátí do komerčního provozu. Stejný proces proběhl i pro blok 2. Podle plánu společnost Kyūshū Electric Power Company plánovala zahájit zavážení jaderného paliva do reaktoru 1 v červnu 2015, aby bylo možné přistoupit ke zprovoznění bloku kolem poloviny července a plnému provozu bloku ke konci července tak, aby komnerční provozní bylo možné zahájit v polovině srpna 2015.
Spouštění reaktoru začalo dne 11. srpna 2015 v 10:30, takže kritičnost by dosáhla kolem 23:00. V 9:00 14. srpna 2015 se první blok elektrárny Sendai stal prvním japonským jaderným reaktorem, který se podle nových bezpečnostních předpisů uvedl do provozu a ukončil tak odstávku, která trvala více než 4 roky. Zaměstnanci jaderné elektrárny se shromáždili ve velínu a akci tleskali. Blok ve stejný den dosáhl 30 % nominálního výkonu a do deseti dnů znovu běžet na plnou zátěž.

### Bloky 3 a 4
V roce 1992 se poprvé objevily plány na rozšíření jaderné elektrárny Sendai o dva další bloky 1100 MW, Sendai 3 a 4. Bloky měly být totožné s reaktory, které se stavěly v jaderné elektrárně Genkai od roku 1988, ale mělo by jít o vylepšenou variantu. Reaktory měly být spuštěny v letech 2010 až 2020. Společnost plánovala v blízké budoucnosti postavit simulátor pro nový typ reaktoru, který byl plánován vybudovat v Sendaii. Od roku 2001 se společně se zástupci prefektury Kagošima vyvíjí nové plány pro jeden další blok. V lednu 2009 společnost Kyūshū Electric Power Company však veřejně oznámila plány na instalaci třetího bloku s použitím reaktoru 1590 MW Mitsubishi APWR, jiné, než se původně plánovaly. Stavba měla podle plánu začít v roce 2013 a ke spuštění mělo dojít v roce 2019. Náklady na blok byly odhadnuty na 5,9 miliardy dolarů (540 miliard jenů).
V listopadu 2010 guvernér prefektury Kagošima schválil výstavbu bloku, takže 12. ledna 2011 společnost Kyūshū Electric Power Company oznámila, že požádala o stavební povolení pro třetí blok Ministerstvo hospodářství, obchodu a průmyslu (METI). V důsledku havárií reaktoru Fukushima-Dajičii v březnu 2011 požádala společnost Kyūshū Electric Power Company, stejně jako další společnosti, o pokračování schvalování bloku. Demokratická strana tyto žádosti rychle zamítla ve společném dopise, což znamená, že plány pro Sendai-3 uvízly ve fázi schvalování a k dnešnímu dni žádný pokrok.

## Informace o reaktorech
| Reaktor  | Typ reaktoru    | Výkon  | Výkon   | Zahájení výstavby              | Připojení k síti               | Uvedení do provozu             | Uzavření |
| Reaktor  | Typ reaktoru    | Čistý  | Hrubý   | Zahájení výstavby              | Připojení k síti               | Uvedení do provozu             | Uzavření |
| -------- | --------------- | ------ | ------- | ------------------------------ | ------------------------------ | ------------------------------ | -------- |
| Sendai-1 | Mitsubishi M312 | 846 MW | 890 MW  | 15. 12. 1979                   | 16. 9. 1983                    | 4. 7. 1984                     |          |
| Sendai-2 | Mitsubishi M312 | 846 MW | 890 MW  | 12. 10. 1981                   | 5. 4. 1985                     | 28. 11. 1985                   |          |
| Sendai-3 | Mitsubishi APWR |        | 1590 MW | Výstavba odložena v dubnu 2011 | Výstavba odložena v dubnu 2011 | Výstavba odložena v dubnu 2011 |          |